# Alina (molie)
Alina este un gen de molii din familia Lymantriinae.